# Стивън Грийнблат
Стивън Джей Грийнблат (на английски: Stephen Jay Greenblatt; р. 7 ноември 1943 г.) e един от водещите американски теоретици в областта на литературната наука, силно влиятелен от началото на 80-те години на ХХ век. Лидер на школа в литературознанието, наричана Нов историцизъм, мрежа от литературоведски подходи, която той често нарича и „поетика на културата“. Автор на множество изследвания по теория на културата, изследванията на Ренесанса и шекспирознанието. Съосновател на литературоведското и културоложко списание „Representations“, считано за нещо като орган на новоисторицистите. Носител на награда „Пулицър“. Най-популярната му книга е „Уил в света“, биография на Шекспир, която остава в бестселър класацията на вестник „Ню Йорк Таймс“ в течение девет седмици.

## Биография

### Образование, младежки години, научно развитие
Грийнблат е роден в Бостън и израснал в Кеймбридж, Масачузетс. След като се дипломира в гимназията на Северен Нютън, се нарежда сред възпитаниците и на Йейлския университет (бакалавър – 1964, магистър – 1968, доктор – 1969) и колежа „Пемброук“ към Кеймбриджкия университет (бакалавър – 1966, магистър – 1968).
Като младеж Грийнблат е артистична натура:
| „ | Прекарах едно лято като помощник в летен лагер, където свирех на китара и пеех скръбни фолк песни редом до колега помощник. Той ми разправяше как ще ме запознае с негов приятел с идеята да пеем заедно, но нали мечтаех за колеж, така че отказах. Колегата ми беше всъщност Арт Гарфънкъл, а неговият приятел – Пол Саймън. | “ |

Като студент в колежа „Пемброук“ е част от студентски театрален кръжок, чиито членове в един момент се превръщат в трупата на „Летящият цирк на Монти Пайтън“:
| „ | Името ми от време на време се появява в първите няколко издания на шоуто“, свидетелства самият Грийнблат, „обикновено в гротескни ситуации и неизменно предизвикващо нещо като мистериозен смях сред аудиторията в студиото. | “ |

Като преподавател Грийнблат работи в Калифорнийския университет в Бъркли и Харвардския университет. Става професор на хонорар в Бъркли (професор на пълен щат от 1980 г.) и преподава там в продължение на 28 години, преди да се премести в Харвардския университет, където през 1997 г. става Хари Левин професор по литература. От 2000 г. Грийнблат вече е Джон Коуган професор по хуманитаристика.
Като гостуващ професор и лектор е канен в École des Hautes Études в Париж, университетите на Флоренция, Киото, Оксфорд и Пекин.

## Членства
През 1987 г. е избран за член на Американската академия на изкуствата и науките (на английски: American Academy of Arts and Sciences), през 2007 г. на Американското философско общество (на английски: American Philosophical Society), през 2008 г. на Американската академия за изкуства и словесност (на английски: American Academy of Arts and Letters) и през 2019 г. на Британската академия (на английски: British Academy).
Грийнблат е постоянен член на Wissenschaftskolleg в Берлин.
Той е член-кореспондент на Американската академия в Рим. Президент на Асоциацията за съвременни езици и литератури (2002). В това си качество публикува отворено писмо, в което изразява притеснението си от все по-големите трудности за издаването на научни книги, особено от младшите и по-неизвестни изследователи:
| „ | Издаването на книга съвсем отскоро се превърна в задължително условие за издигане в научната кариера, при това всъщност дори и сега това не е изискване във всички академични области. Бихме могли да преосмислим какви да са постиженията на младшите членове на академичната общност, чрез които да протича атестацията им. | “ |

### Семейство
Грийнблат има три деца. Първата му съпруга е Елън Шмит (1969 – 96); имат двама сина (Джошуа, адвокат, и Аарън, лекар). През 1998 г. сключва брак с колежката си Реми Таргоф, също специалист по Ренесанса, професор в университета Брандис; имат един син (Хари).

## Творчество
Сам твърди, че голяма част от научната му работа е „част от един колективен проект“, така че не е странно, че е един от редакторите на издаваното в университета на Бъркли литературоведско списание Representations (на което е съосновател през 1983 г.), както и редактор на Нортъновата антология на английската литература и съавтор на книги като Практикувайки Новия историцизъм (2000), която пише заедно с Катрин Галахър. Грийнблат е автор на текстове и по такива теми като пътуванията в Лаос и Китай, разказването на истории и чудесата.
Съвместната работа на Грийнблат с Чарлз Мий, постановката на пиесата му Карденио (която носи заглавието на изгубена пиеса на Шекспир), има премиера на 8 май 2008 в Американския репертоарен театър в Кеймбридж, Масачузетс. Докато реакциите на критиката към Карденио са смесени, публиката реагира съвсем позитивно (което личи от мненията, изказани в блога на театъра). За няколко години Карденио има постановки в десет държави.

### Новият историцизъм
За първи път Грийнблат използва понятието „Нов историцизъм“ в своя предговор към сборника от 1982 г. „Властта на формите в английския Ренесанс“, където използва „рязката реакция на кралица Елизабет I към новата постановка на Шекспировата пиеса Ричард II в навечерието на бунта в Есекс“, за да илюстрира „взаимната пропускливост на литературното и историческото“. Мнозина смятат, че Новият историцизъм е оказал влияние върху „всеки период от английската литературна история“. Някои критици обаче го обвиняват, че „отказва да се занимава с литературната и естетическата ценност, че редуцира историческото до литературно, а и литературното до историческо, че отрича човешката действеност и творчество и че е антитеоретичен“. Други възхваляват Новия историцизъм като „съчетание на практики“, които литературоведите са взели назаем от различни социални науки, за да получат по-цялостно разбиране на литературата, като я разглеждат в исторически контекст, разглеждайки самата история като „исторически обусловена от настоящето, в което се конструира“.
Своя профил на Грийнблат в лондонския „Гардиън“ Лукаста Милър открива с анекдот, съвсем в стила на самия Нов историзъм:
| „ | „През 1995 г., в първите дни на скандала с Моника Люински литературоведът и теоретик на културата Стивън Грийнблат имал възможност да размени две думи с Бил Клинтън по време на прием в Белия дом. Клинтън си спомнил, че са го карали да учи „Макбет“ в училище. „Не смятате ли“, попитал го Грийнблат, „че това е пиеса за човек, принуден да извърши катастрофални неща от морална гледна точка? „Не“, казал Клинтън, „това е пиеса за някой, чиято огромна амбиция има етично неадекватен обект“. Това прозрение, уловено в тази толкова „прекрасна фраза“, заслепява Грийнблат и той решава, че президентът е изпуснал шанса да осъществи призванието си да стане професор по английска литература, още повече че Клинтън се впуснал да цитира емоционално пасажи от „Макбет“. Известно време по-късно обаче, гледайки новините по телевизията, Грийнблат чул Клинтън да хвали покойния крал на Йордания Хюсеин като човек, „чиято огромна амбиция има етично адекватен обект“. Прекрасната фраза на Клинтън се оказала само гола реторика, употребима за какъвто случай му падне. „Изведнъж осъзнах“, спомня си Грийнблат, че „въпреки че фразата е прекрасна, също така дрънчи на кухо. Никой с огромна амбиция не може да има етично адекватен обект. Осъзнах, че Клинтън в края на краищата е последвал правилното си призвание!“ | “ |

На Грийнблат принадлежи и коментарът:
| „ | Моят дълбок, непрестанен интерес е фокусиран върху връзката между литературата и историята, върху процеса, чрез който някои забележителни произведения на изкуството са едновременно вградени в много специфичен жизнен свят и заедно с това се мъчат да се освободят от този жизнен свят. Постоянно съм поразен от странното усещане, че чета произведения, които изглеждат като адресирани лично и интимно до мен, а са написани от хора, които са се превърнали на прах много много отдавна. | “ |

Трудовете на Грийнблат в духа на Новия историцизъм и „културната поетика“ включват Практикувайки Новия историцизъм (2000), където Грийнблат твърди, че „анекдотът... се появява като „докосване на реалното“, и Към поетика на културата (1987), където заявява, че на въпроса „как изкуството и обществото са взаимносвързани“, следвайки Жан-Франсоа Лиотар и Фредерик Джеймисън, „не може да се отговори, ако се придържаме към една-единствена теоретическа позиция“.

### Нортънова антология на английската литература
Грийнблат заема мястото на Мейър Ейбрамс като отговорен редактор на „Нортъновата антология на английската литература“, издавана от W.W. Norton през 90-те години на ХХ век. Също така е съсъставител на секцията за ренесансова литература в антологията и отговорен редактор на „Нортъновия Шекспир“, „понастоящем най-влиятелното произведение на Грийнблат в областта на общественото ограмотяване“.

## Литературни интереси, влияния и лични любимци
Научната работа на Грийнблат е дълбоко повлияна от „теориите за историята на Мишел Фуко и марксизма“. Последователите му добре знаят за трудовете на Мишел Фуко и Фридрих Ницше като крайъгълни камъни в изследванията му. В интервю Грийнблат подхвърля, че книгата, която най-силно е променила живота и професионалните му занимания, е За генеалогията на морала на Фридрих Ницше. Въпреки че ненавижда тази книга, именно тя го е накарала да осъзнае, че някои книги имат силата да променят представите на хората. Сред любимите си произведения Грийнблат посочва „Опити“ на Мишел дьо Монтен, „Залез и упадък на Римската империя“ на Едуард Гибън, всичко от Уилям Шекспир и „Ана Каренина“ на Лев Толстой. Сред любимите му филми са „M“ (1931), „Третият човек“ (1949) и „Влюбеният Шекспир“ (1998). Грийнблат обича класическата музика, но най-вече операта „Дон Карлос“ на Джузепе Верди и операта на Моцарт „Така правят всички“, но не слуша музика, докато пише.
Грийнблат е сред учените, които не крият, че са запалени за занимания с история още от деца:
| „ | В един момент минах от наивното към сантименталното, според понятията на Шилер – просто спрях да чета книги за чудеса и започнах да чета етнографски описания и романи – но детските ми интереси се съхраниха в страстното любопитство към другите култури и обсебеността ми от странните истории. | “ |

За него научната общност е от първостепенно значение, не работата като единак:
| „ | Моите студенти винаги са имали дълбоко влияние върху всичко, което съм написал. А в центъра на интелектуалния ми живот в Бъркли е група от колеги, с които споделям идеи, споря, критикуваме се и се отнасяме един към друг с невероятно уважение. | “ |

## Отличия
- 1964 – 66: Фулбрайтова стипендия.
- 1975: Гугенхаймова стипендия.
- 1983: Гугенхаймова стипендия.
- 1983: Distinguished Teaching Award на Калифорнийския университет в Бъркли.[22]
- 1989: Награда „Джеймс Ръсел Лоуъл“ на Асоциацията за съвременни езици и литератури за книгата Шекспирови преговори.
- 2002: Почетен доктор на колежа „Куин Мери“ към Лондонския университет.
- 2002: Награда на Института „Еразъм“.
- 2002: Награда „Мелон“ за изявен хуманист.
- 2005: Награда „Уилям Шекспир“ за класически театър, Шекспиров театър, Вашингтон, Окръг Колумбия.
- 2006: Почетен доктор на Букурещкия университет, Румъния.
- 2010: Медал „Уилбър Крос“ на Йейлския университет.
- 2011: Национална награда за нехудожествена проза за „Отклонението: Как светът стана модерен“.[23]
- 2012: Награда Пулицър за нехудожествена проза за „Отклонението: Как светът стана модерен“.[24]
- 2016: Холбергова награда.[25][26]

## Почетни лекции
- Clarendon Lectures, Оксфордски университет (1988)
- Carpenter Lectures, Чикагски университет (1988)
- Adorno Lectures, Франкфуртски университет (2006)
- Campbell Lectures, Университет Райс (2008)
- Sigmund H Danziger Jr Lecture, Чикагски университет (2015)
- Rosamond Gifford Lecture Series, Сиракюз, Ню Йорк (2015)
- Mosse Lecture Series, Хумболтов университет (2015)
- Humanitas Visiting Professorship in Museums, Galleries and Libraries, Оксфордски университет (2015)

### Авторски монографии и сборници със студии
- Three Modern Satirists: Waugh, Orwell, and Huxley („Трима съвременни сатирици: Уо, Оруел и Хъксли“). Yale University Press: New Haven, 1965.
- Sir Walter Ralegh: The Renaissance Man and His Roles („Сър Уолтър Рали: Ренесансовият човек и неговите роли“). Yale University Press: New Haven, 1973.
- Renaissance Self-Fashioning: From More to Shakespeare („Самомоделиращият се Ренесанс: От Мор до Шекспир“). University of Chicago Press: Chicago, 1980.
- Shakespearean Negotiations: The Circulation of Social Energy in Renaissance England („Шекспирови преговори: Циркулацията на социалната енергия в ренесансова Англия“). University of California Press: Berkeley, 1989.
- Learning to Curse: Essays in Early Modern Culture („Да се учиш да кълнеш: Есета върху ранната модерна култура“). Harvard University Press: London, 1990.
- Marvelous Possessions: The Wonder of the New World („Прекрасни притежания: Чудото на Новия свят“). University of Chicago Press: Chicago, 1992.
- Practicing New Historicism („Практикувайки Новия историцизъм“). University of Chicago Press: Chicago, 2001 (заедно с Катрин Галахър)
- Hamlet in Purgatory („Хамлет в Чистилището“). Princeton University Press: Princeton, 2002.
- Will in the World: How Shakespeare Became Shakespeare („Уил в света: Как Шекспир стана Шекспир“). W. W. Norton: New York, 2005.
- The Greenblatt Reader („Антология с текстове на Стивън Грийнблат“). ed. Michael Payne, Wiley-Blackwell: Hoboken, 2005.
- Shakespeare's Freedom („Шекспировата свобода“). University of Chicago Press: Chicago, 2010.
- Cultural Mobility („Културната подвижност: Манифест“), 2010.
- The Swerve: How the World Became Modern („Отклонението: Как светът стана модерен“). W. W. Norton: New York, 2011.[27]
- The Rise and Fall of Adam and Eve („Възходът и падението на Адам и Ева“). W. W. Norton: New York, 2017, 432 pp.[28]
- Tyrant: Shakespeare on Politics. W. W. Norton: New York, 2018.
- Second Chances: Shakespeare and Freud (with Adam Phillips, Yale UP, 2024

### Редакторство и съставителство
- Redrawing the Boundaries: The Transformation of English and American Literary Studies („Преначертаване на границите: Трансформацията на литературната англицистика и американистика“). Modern Language Association of America: New York, 1992.
- New World Encounters („Срещи с Новия свят“), 1993.
- The Norton Shakespeare („Нортъново издание на Шекспир“) (под негова обща редакция; съсъставители Уолтър Коен, Джийн Хауард и Катрин Айзаман).W. W. Norton: New York, 1997.
- The Norton Anthology of English Literature („Нортънова антология на английската литература“) (един от водещите редактори), 2000.